# Michael Echter

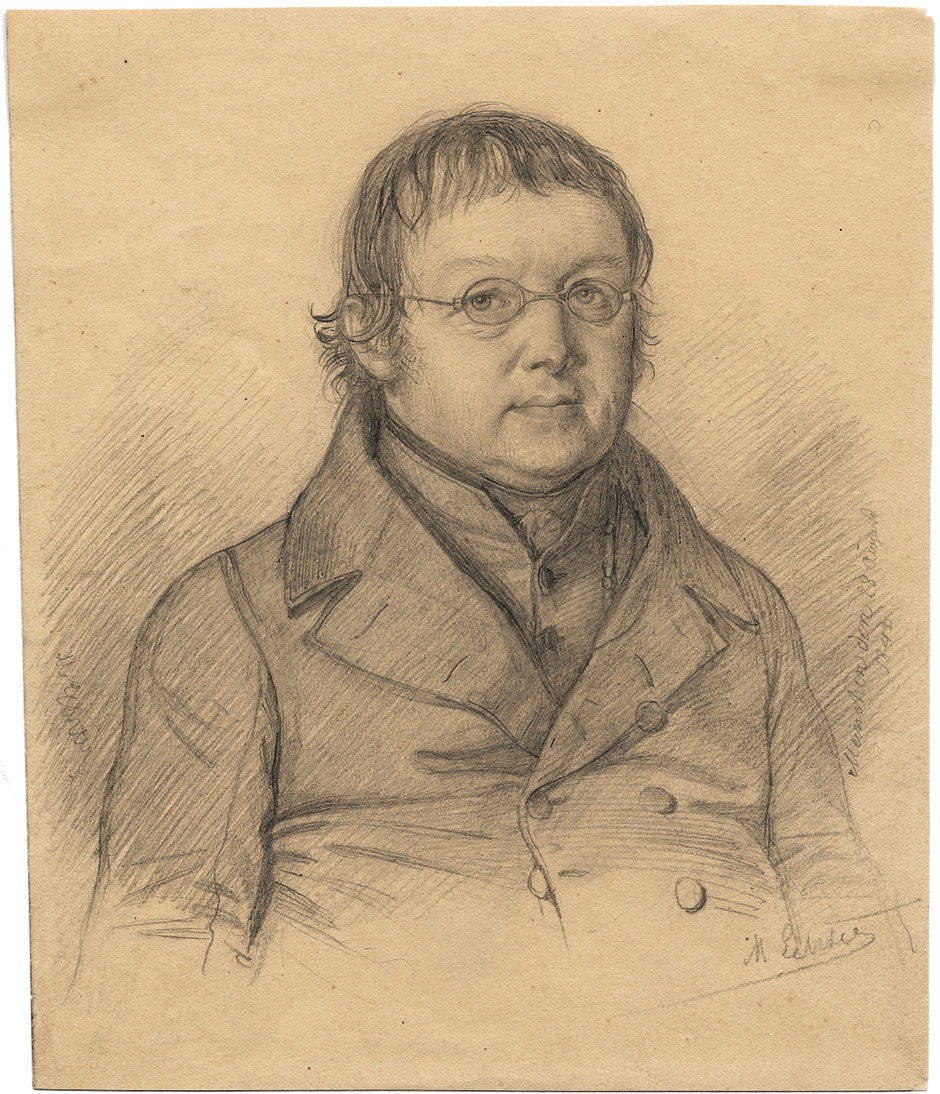
Michael Echter: Selbstbildnis, 1842

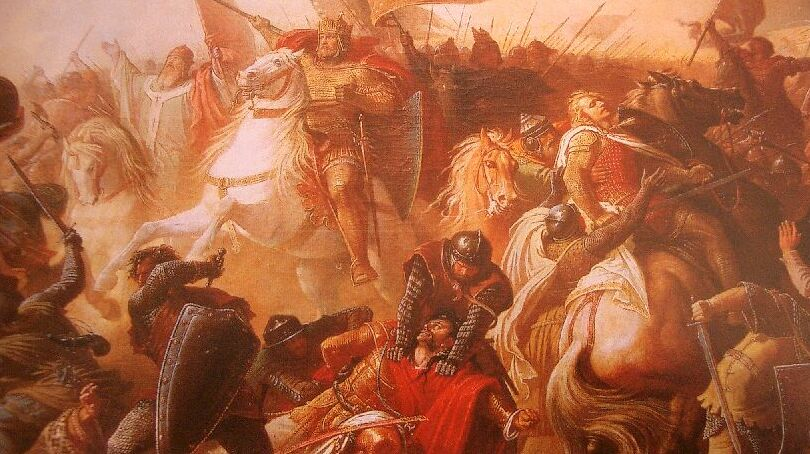
Michael Echter: Die Ungarnschlacht auf dem Lechfeld 955

Michael Echter (* 5. März 1812 in München; † 4. Februar 1879 ebenda) war ein deutscher Historienmaler und seit 1868 Professor an der Königlichen Kunstgewerbeschule in München.

## Leben
Echter war der Sohn eines Tischlers, der in der Königlichen Silberkammer und später als Schloßverwalter in Bamberg tätig war. Er besuchte die Volksschule, in der er die Grundzüge des Zeichnens kennenlernte. Am 7. April 1823 schrieb er sich für das Fach Malerei an der Akademie der Bildenden Künste München ein, wo er ein Schüler von Heinrich Maria von Hess, Clemens von Zimmermann, Julius Schnorr von Carolsfeld und Ferdinand Johann von Olivier wurde. 1835 malte er ein Altarbild für die Dorfkirche Oberhaching bei München und später ein weiteres für die Kapelle auf dem Schlossberg bei Rosenheim.
Schnorr zog Echter zu seinen Wandgemälden im Königsbau (der Münchner Residenz) heran, und Leo von Klenze vermittelte ihm Aufträge in Kronstadt und Pulkowa. 1847 begleitete Echter Wilhelm von Kaulbach nach Berlin, um ihn bei Ausführung der Wandgemälde im Treppenhaus des Neuen Museums zu unterstützen.
1860 vollendete er für das Maximilianeum in München die Ungarnschlacht auf dem Lechfeld 955, dann den Vertrag von Pavia an der Außenseite des Maximilianeums und Friedrich Rotbarts Vermählung mit Beatrix von Burgund sowie das Begräbnis Walthers von der Vogelweide im Bayerischen Nationalmuseum zu München.
Zu seinen bedeutendsten Werken gehören Gemälde wie: Telegraphie und Eisenbahnverkehr in der Abfahrtshalle des Münchener Hauptbahnhofs. Im Theatinergang bzw. Nibelungengang der Münchner Residenz malte Echter 30 Wandbilder aus der Sage vom Nibelungenring, auch fertigte er zahlreiche Aquarelle für König Ludwig II. nach Wagnerschen Opern.

## Krankheit und Tod

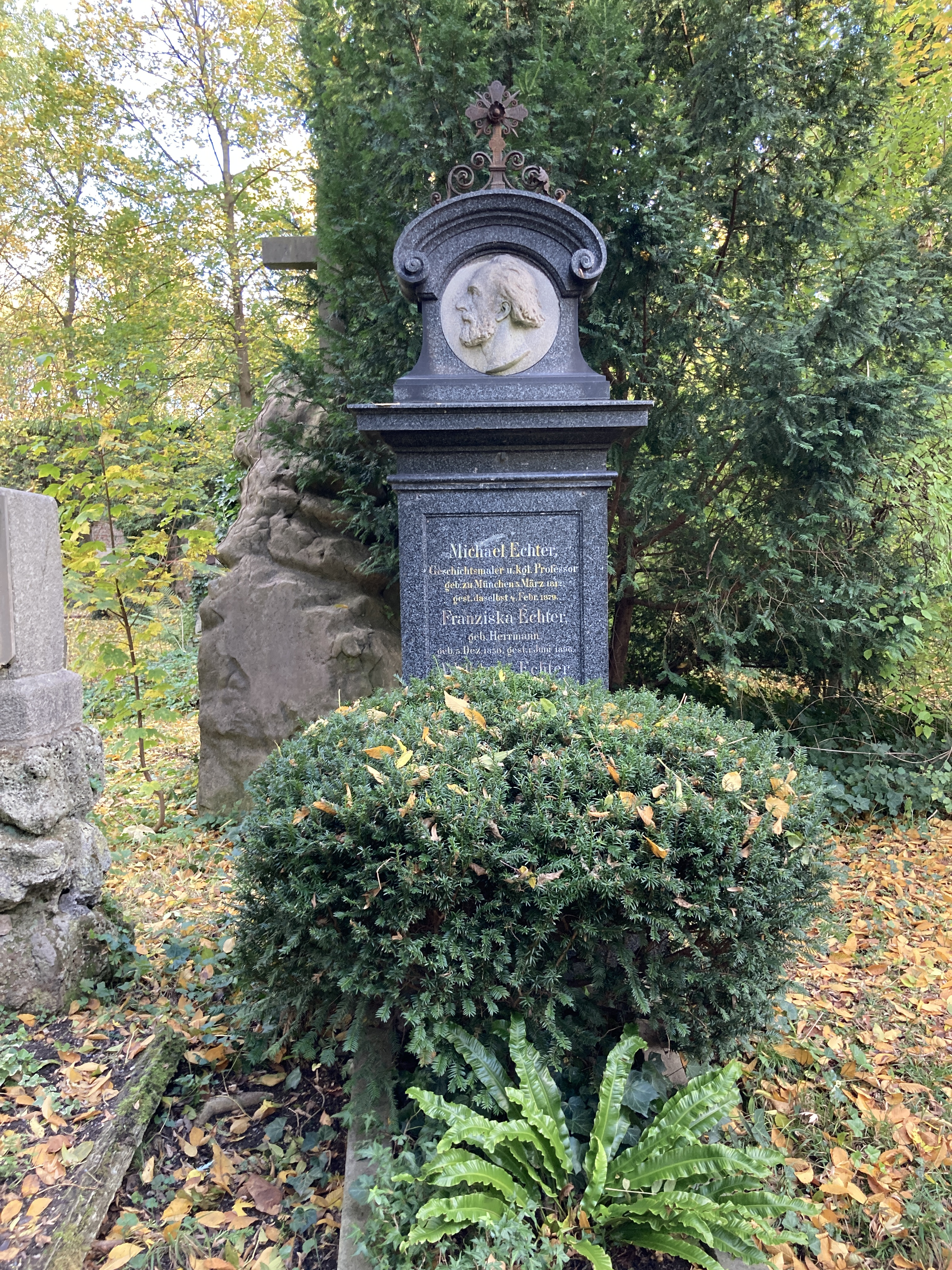
Grab von Michael Echter auf dem Alten Südlichen Friedhof in München

Seit 1875 litt Echter, der zuvor als kerngesund galt, an einer Krankheit, die ihn fast bewegungsunfähig machte. Als er davon nach einem Aufenthalt in einem Schweizer Bad genesen war, stellte sich ein Augenleiden ein, das ihn, trotz mehrerer Operationen, schließlich erblinden ließ. Zudem plagte ihn nun ein fortschreitendes Magenleiden, das 1879 zu seinem Tod führte. Seine Grabstätte befindet sich auf dem Alten Südlichen Friedhof in München (Gräberfeld 27 – Reihe 12 – Platz 2) Standort.

## Ehrungen
- 1862 Ehrenmitglied der Akademie der Bildenden Künste München.
- 1865 zum Ritter des Belgischen Leopoldordens ernannt.[5]
- 1868 erhielt er das Ritterkreuz des Hl. Michael I. Klasse.[5]
- König Ludwig II. von Bayern verlieh ihm die Ludwigsmedaille

## Namensgeber für Straße
Nach Michael Echter wurde am 5. September 1945 in München im Stadtteil Solln (Stadtbezirk 19 - Thalkirchen-Obersendling-Forstenried-Fürstenried-Solln) die Echterstraße benannt. ⊙